# Notoxus monoceros
Notoxus monoceros är en skalbaggsart som först beskrevs av Carl von Linné 1761.  Notoxus monoceros ingår i släktet Notoxus, och familjen kvickbaggar. Arten är reproducerande i Sverige.

## Bildgalleri

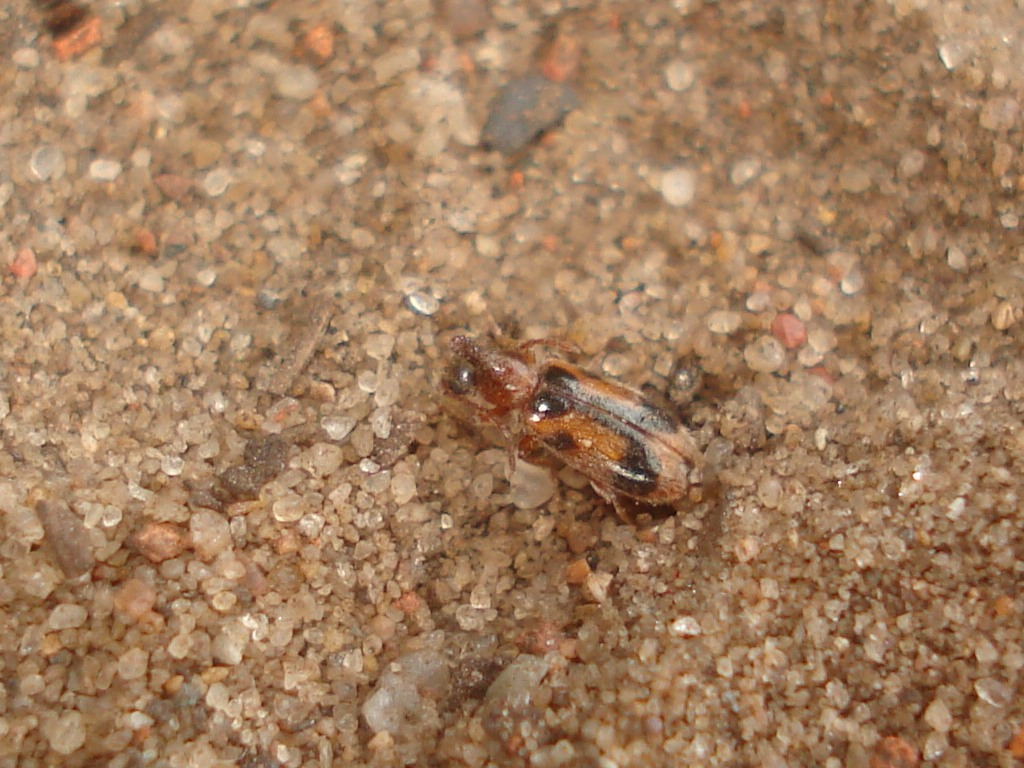
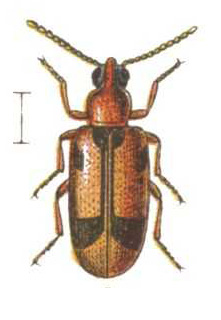
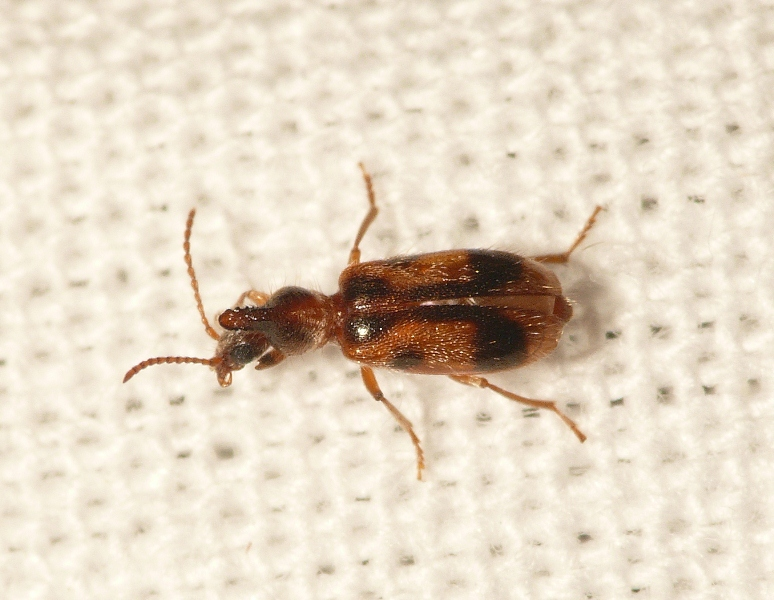
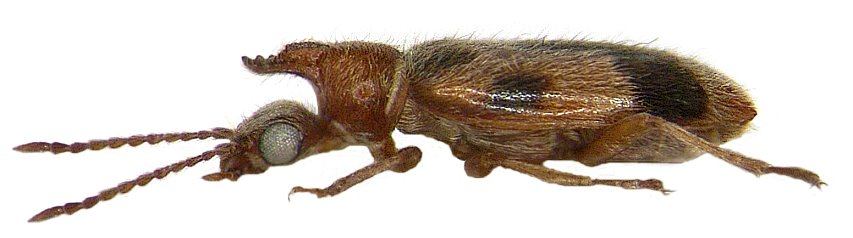